# Monaster Văcărești
Monaster Văcărești – prawosławny męski klasztor w Bukareszcie wzniesiony w XVIII w. z inicjatywy hospodara Wołoszczyzny Mikołaja III. Jeden z największych klasztorów w Europie Południowo-Wschodniej i zarazem jeden z najważniejszych obiektów sakralnych zbudowanych w XVIII wieku na ziemiach rumuńskich. Funkcjonował do 1848, gdy został przekształcony w więzienie o tej samej nazwie. W latach 70. XX wieku podjęto prace nad jego odrestaurowaniem z przeznaczeniem na muzeum kultury rumuńskiej, jednak w 1984 Nicolae Ceaușescu osobiście nakazał zniszczenie monasteru, by na jego miejscu wznieść nowy gmach Sądu Najwyższego. W tym samym roku rozpoczęto burzenie obiektu, co spotkało się z protestami architektów i historyków rumuńskich, a następnie także badaczy zagranicznych. Mimo to do grudnia 1986 klasztor został zniszczony, a konserwatorom zabytków zezwolono jedynie na przeniesienie części fresków z cerkwi monasterskich i utworzenie ekspozycji plenerowej. Plany budowy Sądu Najwyższego na tym miejscu zostały zarzucone na rzecz projektu wzniesienia Pałacu Kultury i Sportu. Również ta inwestycja nie została zrealizowana. Od 2010 w miejsku monasteru znajduje się centrum handlowe.

## Historia

### Budowa i funkcjonowanie monasteru
Kamień węgielny pod budowę klasztoru został położony w 1716. Inicjatorem wzniesienia obiektu był hospodar Wołoszczyzny Mikołaj III. Monaster został zbudowany w stylu brinkoweańskim z elementami baroku i należał do największych klasztorów w Europie Południowo-Wschodniej. Prace budowlane zakończono w 1722, zaś 24 września 1724 miała miejsce konsekracja głównej monasterskiej świątyni, której patronem była Trójca Święta. Z polecenia Mikołaja III przy monasterze utworzono szkołę, w której nauczano w języku greckim, drukarnię i bibliotekę, w której do 1723 zgromadzono dzieła 237 autorów (po śmierci hospodara księgozbiór uległ rozproszeniu). Prace nad rozbudową kompleksu klasztornego kontynuował po śmierci Mikołaja III jego następca Konstantyn. Cały monaster do 1736 zajmował teren 18 tys. metrów kwadratowych. Na jego teren prowadziły dwie bramy; główna cerkiew znajdowała się w centralnym miejscu klasztornego dziedzińca. W 1740 francuski podróżnik Jean-Claude Flachat zapisał, że cerkiew Văcărești była najpiękniejszą świątynią prawosławną na świecie.

### Więzienie
Monaster Văcărești przestał pełnić funkcje sakralne po Wiośnie Ludów, gdy został zaadaptowany na miejsce odosobnienia uczestników wystąpień rewolucyjnych. Oficjalnie na więzienie stanu został przemianowany w 1864. Po tym roku budynki monasterskie zaczęły podupadać; władze nie przeznaczały na ich remonty i konserwację należytych funduszy. Wśród osadzonych w Văcărești byli pisarz i dziennikarz Liviu Rebreanu, pisarz Ioan Slavici, działacz nacjonalistyczny Corneliu Zelea Codreanu (który ukuł nazwę kierowanej przez siebie organizacji, Legionu Michała Archanioła, nawiązując do postaci na ikonie w więziennej – dawniej monasterskiej – cerkwi), działacz komunistyczny Nicolae Ceaușescu, a w komunistycznej Rumunii poeta i pisarz Tudor Arghezi oraz greckokatolicki biskup Vasile Aftenie, który zmarł w tymże więzieniu.

### Restauracja. Plany utworzenia muzeum
W 1973 więzienie Văcărești zostało zlikwidowane. Zaplanowano odnowienie kompleksu klasztornego i przywrócenie mu funkcji sakralnych oraz utworzenie muzeum kultury rumuńskiej. Pracami kierował Gheorghe Leahu, architekt, który już wcześniej wykonywał podobne prace przy zabytkach Bukaresztu. Do trzęsienia ziemi w 1977 odrestaurowano budynki mieszkalne dla mnichów, dom przełożonego monasteru, rezydencję, którą wzniósł dla siebie fundator klasztoru, trwały prace przy głównej cerkwi.

### Rozbiórka

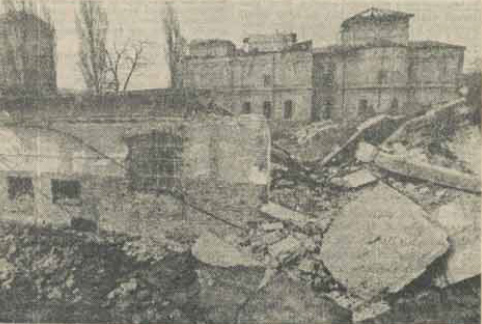
Ruiny monasteru, widok ze stycznia 1987

W grudniu 1984 Nicolae Ceaușescu osobiście przybył do monasteru Văcărești i zapowiedział jego zniszczenie, by w tym miejscu mógł powstać nowy gmach Sądu Najwyższego. Decyzja ta spotkała się z licznymi protestami rumuńskich intelektualistów i twórców kultury. Mimo to jeszcze 30 grudnia 1984, bez podania żadnego uzasadnienia, rozebrane zostały wieże cerkwi monasterskiej. W styczniu następnego roku władze zaprosiły delegację historyków i architektów na rozmowy w sprawie przyszłości budynku, kontynuując równocześnie jego niszczenie. W marcu 1985, gdy prace rozbiórkowe oficjalnie były wstrzymane (gdyż sprawa stała się znana także poza granicami Rumunii), na terenie klasztoru kręcony był film wojenny, co prowadziło do dalszych zniszczeń. Rumuński Kościół Prawosławny, obawiając się, że pogorszy w ten sposób swoje relacje z rządem Ceaușescu, nie wystosował w tej sprawie protestu, a patriarcha Justyn odmówił interwencji, gdy prosili o nią obrońcy zabytku. Konserwatorom zezwolono jedynie na wyniesienie ze zrujnowanej cerkwi monasterskiej fresków o powierzchni 140 metrów kwadratowych, co stanowiło jedynie 5% całej dekoracji. Między 7 a 10 grudnia 1986 zabudowania monasterskie zostały ostatecznie zniszczone. Rumuńskie Ministerstwo Kultury twierdziło niezgodnie z prawdą, że zabytkowy klasztor ucierpiał podczas trzęsienia ziemi w 1977 i nie było możliwe jego odrestaurowanie.
Ostatecznie z wzniesienia gmachu Sądu Najwyższego zrezygnowano, a na miejscu klasztoru miał powstać Pałac Kultury i Sportu. Także tego budynku nigdy nie zrealizowano. W sierpniu 1988 wykonano fundamenty i wykopy na dalszą budowę, jednak już rok później prace zarzucono. Wzdłuż ulicy Văcărești wybudowano w 1990 centrum handlowe "Aleja Kasztanowa”. W 2006 władze Bukaresztu zatwierdziły pozwolenie na budowę u zbiegu ulic Văcărești i Olteniței centrum handlowego "Sun Plaza", które zostało ukończone w 2010 roku.
Jedyne ocalałe fragmenty fresków z Văcărești stały się własnością muzeum przy monasterze Stavropoleos w Bukareszcie. Na wystawie w pałacu Mogoșaia znajduje się natomiast makieta monasteru i resztki rzeźb z jego budynków.